# جامع الحاج منصور
جامع الحاج منصور، أو جامع المنصورية أو جامع الشيخ محمد، وهو جامع تاريخي من مساجد العراق القديمة الأثرية، وشيد في عام 1083هـ/1672م، وسمي بالمنصور نسبة إلى بانيهِ الحاج منصور التاجر بن حسين، ولقد أكتمل بنيانهُ في عام 1084هـ/1673م، ويقع في منطقة المنصورية في باب البيض بمدينة الموصل، ويحتوي على محفل كبير لقراء القرآن وفيه محراب أثري من حجر المرمر غني بالكتابات مع وجود بئر ماء في داخل باحة الجامع.
وتصميم الجامع وبناؤه على شكل وهيئة التصميم المعماري لجامع أخيه عمر الأسود (جامع عمر الأسود) من حيث طراز المحراب وشكل القبة والذي بني بعدهُ بعشر سنوات.

## اعمار الجامع في نسخته الاخيره
تعرص الجامع إلى اضرار كبيره اثناء عمليات تحرير الموصل عام 2017 وجرى اعادة ترميمه من قبل جمعية فعل الخيرات وباشراف المهندس المعماري الدكتور احمد يوسف العمري واعيد افتتاحة بتاريخ 29 شعبان 1444 ه الموافق 21-3-2023 م
تم في مراحل اعادة  الترميم اعادة الجامع إلى ماكان عليه  ابتداءا من القبة المزدوجة بعد ازالة المقذوفات الحربية ومعالجة الشقوق ومشاكل تسريب الماء في السطح  بالمواد العازلة للرطوبه واعادة الانهاء  اما داخل الجامع فقد تم رفع الانهاءات القديمة للجص المتاكل للجدران وتجديدها  وكذلك جلي حجر الفرش والذي يعاني من الانفصال والتصدعات  ثم تنظيفه وصقله  واعادته بعد اكمال التاسيسات الكهربائية الجديدة   اما المحراب فقد تم اعادة صيانة اثرية جديدة له واعادة  حفر  الايه الكريمة على الحجر بعد ان كانت  ازيلت من الظلاميين  من سورة الحشر  ((هُوَ اللَّهُ الَّذِي لَا إِلَٰهَ إِلَّا هُوَ ۖ عَالِمُ الْغَيْبِ وَالشَّهَادَةِ ۖ هُوَ الرَّحْمَٰنُ الرَّحِيمُ 22 هُوَ اللَّهُ الَّذِي لَا إِلَٰهَ إِلَّا هُوَ الْمَلِكُ الْقُدُّوسُ السَّلَامُ الْمُؤْمِنُ الْمُهَيْمِنُ الْعَزِيزُ الْجَبَّارُ الْمُتَكَبِّرُ ۚ سُبْحَانَ اللَّهِ عَمَّا يُشْرِكُونَ 23 هُوَ اللَّهُ الْخَالِقُ الْبَارِئُ الْمُصَوِّرُ ۖ لَهُ الْأَسْمَاءُ الْحُسْنَىٰ ۚ يُسَبِّحُ لَهُ مَا فِي السَّمَاوَاتِ وَالْأَرْضِ ۖ وَهُوَ الْعَزِيزُ الْحَكِيمُ 24")  ) كذلك اعادة الدلايات  والتي كان قد تم طمسها  
وكذلك تمت  ازالة الاضافات غير المدروسة  وازالة استقطاع الرواق ولاسناد جدران  الجزء الغربي للجامع وغرفة الامام المتعرضة للميلان نتيجة تخسف الفناء وهطول الاسس التي تمت معالجتها  واستحداث  بناء ساند جديد بطراز وتفاصيل  العمارة الموصلية  يمتد إلى  واجهة الزقاق و يطل على الصحن الداخلي بقوس ايوان كبير بتناسبات اقواس الاواوين تتوسطة لوحة من خط الثلث دائرية لكلمة التوحيد  ليكون في البناء المضاف  محلات الوضوء الجديدة والمرافق الصحية  اضافة إلى مصلى يومي يعلوه مصلى النساء وغرفة الامام  وبالاستفادة من اختلاف المناسيب وطوبوغرافية الموقع وبتفاصيل من الفرش الموصلي وبلون وملمس مختلف ليسهل تمييز الاضافة ويساهم في استكمال احتواء فضاء صحن الجامع ,  وتم كذلك تجديد التاسيسات الصحية وانهاءات منطقة الوضوء  ورفع منسوبها ليتيح تصريف الماء إلى الشبكة العامة بعد ان كان الجامع يعاني سابقا من انخفاض المنسوب وعدم وجود تصريف لماء الوضوء  
كذلك تم  استعادة صورة الجامع كما كان في النسيج التاريخي ومن خلال الصور التاريخية بتخفيض مستوى سياجات الجامع  واعادة تصميم المداخل وتغليفها بالفرش والكتابات واضافة المحجلات  من اعمال الحديد التقليدية ليتم استيعاب ورؤية الجامع وقبته للمشاة  اثناء المرور بالازقة المحيطة
```
واستكمالا لنشر قيم التراث العلمي العربي صمم  الدكتور احمد العمري  مزولة  شمسية عمودية  ثبتت في صحن الجامع لمعرفة الوقت بالاعتماد على الظل الساقط  وكما كان يتم قديما في المدن التاريخية 
```

تم اعمار الجامع من قبل جمعية فعل الخيرات على نفقة الاخت الكريمة  د. هيفاء عن روح والدها  توفيق يونس شريف وبمساهمات  من محسنين اخرين ومنهم الدكتور سعد القزاز .
ارخ لاعادة اعمار الجامع وتثبيت ذلك بجدارية في صدر الرواق الشاعر د. وليد الصراف بالابيات اعلاه
ان الصلاة كما طابت لمن سلفوا 
في جامع الحاج منصور لنا طابت
فان تك حجبته غيمة زمنا 
```
فانه الشمس قد ارخت ماغابت 1444ه 
```